# Plusdotazione
Si definisce plusdotazione intellettiva o iperdotazione cognitiva una capacità cognitiva eccezionalmente superiore alla media. Più precisamente, la plusdotazione è una complessa costellazione di caratteristiche personali e comportamentali che si esprimono in modi differenti. Si può parlare di precocità intellettiva con riferimento a soggetti in via di sviluppo (bambini, adolescenti) mentre è preferibile la locuzione alto potenziale cognitivo (acronimo APC, una caratteristica in potenza o latente non necessariamente concretizzatasi) per riferirsi a individui già adulti, in cui lo sviluppo dell'intelligenza ha raggiunto una dimensione stabile. 
Il quoziente intellettivo (QI) superiore a 130 è condizione necessaria ma non sufficiente per ritenere un individuo plusdotato.

## Definizione
L'intelligenza in senso lato viene generalmente stimata attraverso il quoziente d'intelligenza, strumento diagnostico che permette di confrontare le prestazioni settoriali del soggetto con un campione di riferimento. I test più utilizzati per la valutazione dell'intelligenza sono attualmente la Wechsler Adult Intelligence Scale (o WAIS) per la popolazione adulta e la Wechsler Intelligence Scale for Children (o WISC) per i bambini.
Per convenzione, si considera un individuo dotato quando il suo quoziente d'intelligenza supera il valore di 130 (σ = 15) considerando una media di 100. Assumendo una distribuzione normale dei quozienti d'intelligenza  si ha che la percentuale di persone dotate di un livello intellettivo differente è il 2,14%. Caratteristica centrale di questa neurodivergenza, nonché la ragione dell'alto quoziente intellettivo, è l'eccezionale rapidità con cui i neuroni si connettono, dando luogo al tipico modo di pensare dei plusdotati: il pensiero arborescente. Altre caratteristiche fondamentali legate all'esperienza interiore e ad aspetti comportamentali sono una insaziabile curiosità, la grande varietà di interessi, nonché la profondità e l'intensità del pensiero, e del vissuto emotivo che di solito lo accompagna. I plusdotati possono essere ipersensibili e/o ipersensoriali come le persone che fanno parte dello spettro autistico o ADHD.
Si tratta in ogni caso di individui con capacità cognitive particolari.
Paradossale è il fallimento scolastico che accompagna alcuni bambini intellettualmente precoci (si parla in tal caso di gifted underachievers). La loro vivacità intellettiva li porta ad apprendere più velocemente dei compagni, lasciando loro più tempo libero per distrarsi e agitarsi in classe. Inoltre questi bambini non seguono i normali processi logici ma preferiscono trovare soluzioni innovative e creative che spesso vanno contro il conformante modello scolastico. Gli adulti plusdotati, specialmente quelli non riconosciuti come tali fin dall'infanzia, possono continuare a presentare notevoli problemi di adattamento e abilità sociali, oltre a correre il rischio di non giungere mai al pieno sviluppo del proprio potenziale.
Un ulteriore problema è dovuto alla confusione diagnostica che porta talvolta a valutare questi bambini come affetti da sindrome da deficit di attenzione e iperattività. Esistono molti parallelismi tra il comportamento di alcuni bambini intellettualmente precoci e i bambini affetti da ADHD che possono fuorviare gli specialisti. Ad ogni modo, le due condizioni possono coesistere. In questo caso, così come nei casi di plusdotazione in presenza di un'altra condizione neuroatipica differente dall'ADHD, si parla di individui doppiamente eccezionali (2E), oppure multieccezionali (ME) se le neurodivergenze che coesistono con la plusdotazione sono più di una.
Il bambino intellettualmente precoce si distingue dal genio (che contribuisce all'avanzamento della società in uno specifico campo) e dal bambino prodigio  (che possiede una profonda conoscenza o talento in uno o più settori della scienza o dell'arte).
Terrassier parla di dissincronia per indicare la differenza che esiste tra lo sviluppo cognitivo e lo sviluppo emotivo dei bambini plusdotati. Una differenza che talvolta può creare disagio sociale nel giovane, il quale non riesce a rispecchiarsi in un gruppo di appartenenza.
A livello mondiale esiste il World Council for Gifted and Talented Children che è l'associazione non-profit mondiale di riferimento e di supporto per i bambini e ragazzi plusdotati, detti gifted children. 
A livello europeo è stato istituito l'European Council for High Ability per lo sviluppo di una rete di conoscenze sulla plusdotazione infantile.
Nel 2002 J.P. Delaubier ha redatto un rapporto nazionale sui bambini plusdotati francesi e sul loro benessere che ha spinto molte famiglie di bambini precoci a costituirsi in associazione per proteggere i bambini con capacità intellettive superiori alla norma.
In Italia l’associazione di soli genitori di bambini plusdotati è Aget.

## Rapporto tra alto potenziale, talento e plusdotazione
Quando si parla di talento si intende una predisposizione innata che si può manifestare in una o più aree della vita. Non è sufficiente avere il talento per conseguire risultati elevati: ci sono bambini e ragazzi che, anche se hanno un potenziale in un'area, non riescono a realizzarlo (underachievers). Il contesto e gli aspetti motivazionali giocano un ruolo decisivo. I bambini che riescono a sviluppare un talento mostrano nell'eseguire il compito un livello di impegno e di creatività che permette loro di avere risultati migliori se confrontanti con bambini di pari età ed esperienza. Ma non tutti i bambini dotati sono dei geni, come non tutti quelli che hanno raggiunto risultati sono stati bambini superdotati. Il termine plusdotazione (o giftedness) è usato in due modi: per definire soggetti con un livello di abilità superiore alla media e soggetti dotati di un talento eccezionale in un campo specifico, come l'arte, la musica, la logica. I soggetti capaci di alte prestazioni hanno dimostrato abilità intellettuale generica, attitudine in un ambito accademico, pensiero creativo, leadership, talento nelle arti visive o abilità motoria.
Altri autori (Polezzi, Gallimberti, 2017; Gagnè, 2015) fanno una diversa distinzione fra plusdotazione e talento. Secondo questa visione la plusdotazione è intesa come un'eccellente potenzialità innata (quali elevate abilità verbali, ampio vocabolario, precoci abilità numeriche, apprendimento rapido, individuazione e comprensione di analogie, forte curiosità) non derivanti dall'apprendimento sistematico, mentre il talento indica l'eccezionale padronanza di competenze che sono state sviluppate in maniera sistematica (sia conoscenza sia abilità) in almeno un campo delle attività umane, a un grado molto elevato (tale da collocare la persona all'interno del 10% della popolazione più abile in tale dominio).